# 吳家鋒
吳家鋒（NG Ka Fung，1992年10月27日—）是香港男子田徑運動員，也是男子100公尺及4X100公尺的香港紀錄保持者。

## 簡歷
吳家鋒小學就讀仁愛堂田家炳小學，初中時就讀基督教宣道會宣基中學，高中時期就讀張振興伉儷書院，曾在2010年代表學校在4×100接力賽中跑出42秒55，比學界舊紀錄快0.08秒。2011年10月，他在中國南昌舉行的第七屆城運會的男子100米決賽中，以10.40秒奪得銀牌。之後他參加香港田徑聯賽，在總決賽中，他又以10秒32的成績首次成為年終賽「百米飛人」 。
2012年，吳家鋒夥拍鄧亦峻、黎振浩、徐志豪和何文樂代表香港出戰英國倫敦舉行的奥林匹克运动会田徑比賽男子4×100公尺接力賽事。香港4x100接力隊於初賽以38秒61排名第十三，雖未能打破香港紀錄，惟港隊四子仍對表現大感滿意。
2014年9月29日，香港男子接力隊參加2014年仁川亞運，黎振浩在賽前一分鐘進行熱身時，誤踏隊友吳家鋒腳掌，觸傷右足踝舊患。經快速診治後可以用八成力，由於賽前一小時已遞交參賽名單，接力隊無法換人，黎振浩惟有負傷上陣。賽事開始時，第一棒鄧亦峻交第二棒黎振浩順利完成，但第二棒再交第三棒吳家鋒期間，黎振浩因為傷患發作而停步，吳家鋒只有走回頭路向黎振浩拿棒。雖明知已出局，不過吳家鋒仍然交給第四棒徐志豪跑回終點，以45秒34排小組包尾。幸好阿曼隊賽後被取消資格，港隊才得以躋身10月2日舉行的決賽。
2015年6月4日，香港「接力四子」徐志豪、吳家鋒、蘇進康及鄧亦峻，在武漢舉行的亞洲田徑錦標賽男子4×100米接力賽決賽，合力跑出39秒25勇奪銀牌，僅敗於中國隊。
2017年4月在台北舉行的亞洲田徑大獎賽中，吳家鋒在200米賽以21秒25奪得銅牌。

## 榮譽
- 香港傑出運動員選舉

「香港最佳運動組合」－ 香港男子4×100米接力隊（2013年）

## 外部連結
- 吳家鋒在国际奥林匹克委员会的资料
- 吳家鋒在的頁面